# Арктометатарзальная стопа
Арктометатарза́льным называется такое строение стопы, при котором ближняя часть средней плюсневой кости зажата между окружающими её другими плюсневыми костями. Эта структура считается гомоплазией, развившейся независимо у различных групп меловых целурозавровых динозавров: тираннозавроидов, орнитомимозавров и троодонтид. Известно, что наличие арктометатарзуса и более жёсткая щиколотка коррелируют с эффективным, быстрым бегом и свойственны для активных хищников.
Термин придумал американский палеонтолог Томас Хольц при введении им в систематику группы рептилий Arctometatarsalia, название которой отражает характерную особенность строения их стопы.